# 索蒙
索蒙（法語：Saumont，法語發音：[somɔ̃]）是法国洛特-加龙省的一个市镇，属于内拉克区。

## 地理
索蒙（44°7'18"N, 0°27'28"E）面积6.74 平方千米，位于法国新阿基坦大区洛特-加龍省，该省份为法国西南部内陆省份，北起多爾多涅省，西接吉倫特省和朗德省，南至热尔省，东临塔恩-加龙省和洛特省。
与索蒙接壤的市镇（或旧市镇、城区）包括：欧维尼翁河畔蒙塔尼亚克、卡利尼亚克、菲约、拉普吕姆、蒙科、农迪约、圣樊尚德拉蒙茹瓦。

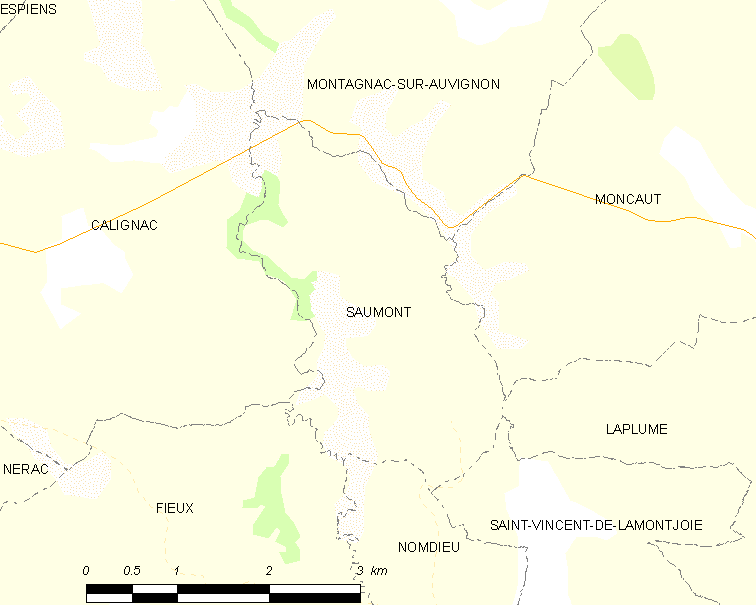
索蒙的OSM定位图

索蒙的时区为UTC+01:00、UTC+02:00（夏令时）。

## 行政
索蒙的邮政编码为47600，INSEE市镇编码为47287。

## 政治
索蒙所属的省级选区为阿尔布雷县。

## 人口

1962-2008年间索蒙人口变化图示

索蒙于2022年1月1日时的人口数量为242人。